# Schleinikon
Schleinikon es una comuna suiza del cantón de Zúrich, situada en el distrito de Dielsdorf. Limita al norte con la comuna de Siglistorf (AG), al este con Oberweningen, al sur con Regensberg, Boppelsen y Otelfingen, y al oeste con Niederweningen.

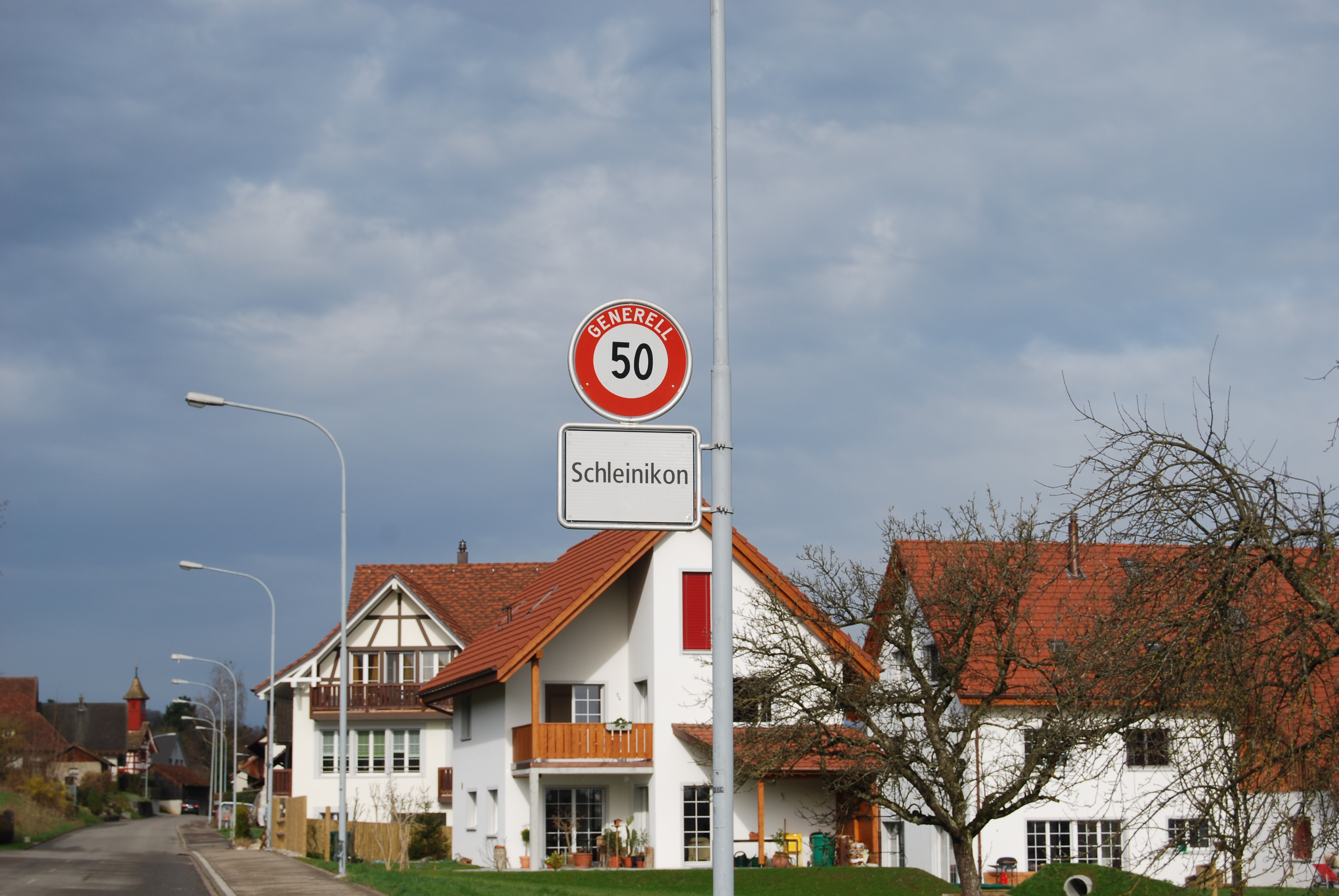
Schleinikon